# ハスナット・カーン
ハスナット・アフナド・カーン（ウルドゥー語: حسنات احمد خان、英: Hasnat Ahmad Khan、1959年4月1日 - ）は、パキスタン系イギリス人の外科医。イングランド王立外科医師会会員。心臓および肺を専門とする外科医。1995年から1997年までダイアナ妃の交際相手として有名となり、その恋は映画化もされた。ほとんどのメディアでハスナット・カーンと報じられる。

## 概要

### 幼少期
ハスナット・カーンは、1959年4月1日パキスタンパンジャーブ州ジェルムにて4人兄弟の長男として生まれた。父はシッド・カーン、母はハーディア・カーン。親戚にパキスタンの首相のイムラン・カーンで、イムラン・カーンはジェームズ・ゴールドスミスの娘でソーシャライトのジェマイマ・ゴールドスミスと一時姻戚関係にあったため、ロスチャイルド家とも一時期遠縁にあたっていた。またダイアナの死後ではあるが、ハーディア・シェール・アリ元王女（旧アフガニスカン王国）と一時期結婚と離婚をしており、この結婚については母が「非イスラム教徒と結婚させたくなかった」とインタビューにて語っている。アリとの結婚は家族主導であり、非ムスリムであるダイアナとの交際に家族は好意的でなかったのがうかがえる。

### 経歴
ハスナット・カーンはロンドン大学を構成するロンドン・スクール・オブ・エコノミクス(LSE)に進学卒業 。医大であるインペリアル・カレッジスクール・オブ・メディシン (Imperial College School of Medicine) (ICSM)を卒業。1991年まで彼はオーストラリアのシドニーで働き、その後ロンドンで働き始めた。彼は1995年から1996年までロンドンのロイヤルブロンプトン病院で勤務し、その後ロンドンチェスト病院で働き始め、2000年、彼はセントバートの病院で働き、その後はヘアフィールド病院で勤務した 。 2007年11月、彼はポストを辞任し、マレーシアの心臓病院を率いり、バジルドン大学病院で心臓胸部外科医のコンサルタントとして働いている。

### ダイアナ妃との関係
ハスナットは、イギリス国籍を取得し、パキスタン系イギリス人となった。また、イングランド王立外科医師会会員(FRCS)に列せられている。ロンドンの病院勤務時代に視察に訪れたダイアナ妃と出会う。この恋を主題に扱った映画『ダイアナ』では、医術を使って人を救おうとするハスナットと地雷撤去運動などに取り組むダイアナ妃がお互いに惹かれあう描写がある。
ダイアナの依頼で、人命救助の最前線たる手術現場に立ち会ったり、変装して一般市民にまみれデートしたりする様が伝えられるが、この交際はメディアの知るところとなり、ダブロイド紙にスクープとして報道され世間的に知られることとなる。分断された故郷を持つかつての植民地出身医師と宗主国であるイギリス王族であった2人の恋は、政治問題・宗教問題・人種問題・歴史問題が絡んだ特殊な事情であり、また、社会的地位が違う特異な恋愛でもあり、現代版ロミオとジュリエットなどとセンセーショナルに報じられて世間の耳目を集め、ハスナットもパパラッチに追い回された。2人の恋が破局に至った詳細は、明らかにされていないものの、同映画には、2人の関係が報道され医療現場に困惑が広がる場面や、ダイアナが彼をかばうために交際を全面否定したことが彼の心を傷つけてしまう場面などが描かれている。2人の交際に終止符が打たれたあとも心惹かれるものがあったのか、ダイアナがなんとか彼と連絡を取ろうと執事に依頼する場面や、ハスナットが報じられるダイアナ記事をもの憂げに眺める場面が描かれている。
1996年5月、ダイアナはラホールのカーン家を訪問した。著書『Diana: The Royal Truth』の中でカーンを彼女の真のソウルメイトであるとしたダイアナの執事ポール・バレルによると、カーンは1997年6月に関係を終えたとのことである。また、ドディ・アルファイドの父親は、ドディが自宅に婚約指輪を用意していたと証言しており、ドディがダイアナにプロポーズするためにホテルを抜け出て自宅に向かっていたのでは？　と推測している。ダイアナがドディの自宅に戻る際、事故に遭い亡くなったことと、これらの証言から、事故に遭わなければ彼女はドディの自宅でプロポーズをされ、同時にこの求婚を断るために交際自体が終わっていたのではないかと推測するテレビ番組などが存在する。この時期ダイアナは執事にハスナットと連絡を取ろうと依頼していたので、ダイアナの心情や事実は不明ながら、ハスナットとの復縁を願っていたとも言われ、映画などではハスナットはダイアナ最愛の人として描かれる。1997年9月にウェストミンスター寺院で行われたダイアナの葬式に出席した。

### その後
カーンは、2004年に警察に、ダイアナは常に避妊薬を服用していたため、彼女が亡くなったときにすでに妊娠していたのではないかと疑ったと述べた。 2008年3月、カーンは書記声明の中でスコットベイカー卿のダイアナの死についての調査に対し、彼らの関係は1995年の夏の終わりに始まったと述べ、結婚については話し合ったが、メディアの注目を集めることは避けられない地獄だと思いました。カーンはまた、ダイアナの死を引き起こした自動車事故は悲劇的な事故であると信じていると述べた。
カーンは、2006年5月にアフガニスタン王族の子孫であるパキスタンの28歳のハディアシャーアリと結婚したが、2008年7月、イスラマバードの地方仲裁評議会に離婚の申請を提出した。